# Venturia
Venturia Sacc., Syll. fung. (Abellini) 1: 586 (1882)  è un genere di funghi Ascomiceti. 
Ha la caratteristica di avere corpi fruttiferi che sono infossati nei tessuti dell'ospite, possiedono setole rigide e producono ascospore bicellulari. La forma agamica di questo genere è il Fusicladium. I funghi appartenenti a questo genere sono parassiti di piante arboree.

## Specie di Venturia
La specie tipo è Venturia rosae De Not. (1844), altre specie più importanti sono:
- Venturia carpophila
- Venturia cerasi, che attacca il ciliegio ma senza provocare danni di rilievo
- Venturia crataegi
- Venturia fraxini
- Venturia inaequalis, che attacca il melo provocando una grave patologia, la ticchiolatura
- Venturia pirina, causa di un'importante patologia, la ticchiolatura del pero
- Venturia populina, che attacca il pioppo
- Venturia tremulae